# دومينيك داي
دومينيك داي (بالإنجليزية: Dominic Day)‏ هو لاعب اتحاد الرغبي بريطاني، ولد في 22 أغسطس 1985 في هافرفوردويست ‏ في المملكة المتحدة.

## وصلات خارجية
- دومينيك داي على موقع دوري الرغبي الممتاز (الإنجليزية)
- دومينيك داي عل موقع إسبنسكروم (الإنجليزية)
- دومينيك داي على موقع ItsRugby.co.uk (الإنجليزية)